# N29 (Niger)
Die N29 oder RN29 ist eine hochrangige Straße vom Typ Nationalstraße (französisch route nationale) in der Region Tahoua in Niger.

## Verlauf und Charakteristik
Die N29 ist insgesamt 273,5 Kilometer lang. Sie beginnt im Gemeindehauptort Tsernaoua als Abzweigung von der N1. Nach dem Dorf Guidan Ider führt sie durch das Dorf Saléwa, wo links die Landstraße RR5-002 nach Illéla abzweigt. Sie verläuft weiter durch die Dörfer Dabnou und Moujia. Danach folgt die rechtsseitige Abzweigung der Route 543 nach Kaoura Abdou. Im Gemeindehauptort Badaguichiri zweigt zuerst links die N15 nach Bagaroua ab, gefolgt von der rechtsseitigen Abzweigung der Landstraße RR5-003 nach Laba. Die N29 führt anschließend durch das Dorf Tablanomade und quert das Trockental Zourourou. Beim Dorf Rididi zweigt rechts die Landstraße RR5-004 nach Tamaské ab.
Nach dem Dorf Founkoye und dem Weiler Dakachi erreicht die Nationalstraße das Stadtzentrum von Tahoua. Dort kreuzt sie die zwischen Niamey und Agadez verlaufende N25. Die N29 verläuft weiter durch den Gemeindehauptort Barmou sowie durch die Dörfer Taza, Gawaye, Télemcès und Infene. Sie endet im Departementshauptort Tillia.